# Oxira tarda
Oxira tarda är en fjärilsart som beskrevs av John Henry Leech 1889. Oxira tarda ingår i släktet Oxira och familjen nattflyn. Inga underarter finns listade i Catalogue of Life.